# 崑崙派
崑崙派是由平江不肖生發明的虛構門派之一，發源於新疆崑崙山脈。因為改編電影《火燒紅蓮寺》的走紅而廣為人知，因而被許多近代武俠小說引用。在平江不肖生的武俠小説中，崑崙派屬於「練氣派」，比較尊奉修道戒律（主要指清虛門下），但也出了一些心術不正、品行不端之人。 
在金庸武俠小說，崑崙派以劍法轻功卓絕聞名，獲選入「武林六大門派」；在《倚天屠龍記》開頭時，「崑崙三聖」何足道與郭襄結為至交，更在挑戰少林寺時大出風頭。何足道外号「昆仑三圣」，乃是，主其才艺在于琴、剑、棋艺。
在《倚天屠龙记》中正式擔任掌門的是何太沖，他師承何足道師兄靈寶道長一脈，師傅是白鹿子，由於白鹿子死於明教高手時並未留言由哪名弟子繼任掌門，使崑崙派因争夺掌门之位而內鬥劇烈，最後是何太沖得師姐班淑娴傾力相助，順利接任掌门，兩人也結為夫妻，在少林屠獅大會前夕，雙雙死於渡厄等三大神僧鞭下。
在幾度更動中，金庸也設定過其他崑崙高手，如跟白鹿子同輩的游龍子及何太沖的師兄玉虛道長。由於游龍子敗給楊逍而氣死，所以崑崙派上下一直猜測楊逍就是殺害白鹿子的兇手，因此極為仇視明教。
後來在《笑傲江湖》中擔任掌門的震山子更有「乾坤一劍」之外号，但戲份不多。
孫曉英雄志當中，崑崙山掌門「劍神」卓凌昭更是一大反派，武功位列「天下四大武學宗師」之一。

## 著名人物
《江湖奇俠傳》：黃葉道人（明宗室，劍仙）、「金羅漢」呂宣良（劍仙）、「笑道人」「清虛道人」魏壯猷、「銅腳道人」楊建章、「義拾兒」楊天池、「南俠」柳遲、向樂山、朱復
《蜀山劍俠傳》：一元祖師、憨僧空了、崑崙九友：（知非禪師，天池上人，鐵鐘道人，「游龍子」韋少少，「隱名劍仙」鍾先生，「小髯客」向善，赤城子，衞仙客，「金鳧仙子」辛凌霄）
《神鵰俠侶》：青靈子（掌門人）
《倚天屠龍記》：「崑崙三聖」何足道（前輩祖師）、白鹿子、「鐵琴先生」何太沖（掌門人）、班淑嫺（太上掌門）
《笑傲江湖》：「乾坤一劍」震山子（掌門人／正教中十位上最強好手之一）
《鹿鼎記》：「一劍無血」馮錫範（鄭克塽之師）
《劍毒梅香》：「凌空步虛」卓騰
《名劍風流》：天鋼道長（掌門人）
《護花鈴》：如淵道人（掌門人）、戰東來（西崑崙絕頂通天宮高手）、「素手」李萍（如夢）、「破雲手」卓不凡（如淵道人的首座弟子）
《情人箭》：「崑崙雙絕」（公孫天形、公孫地影）
《白髮魔女傳》：定虛大師、慕容衝（東廠衞士總教頭、大內第一高手）
《武當一劍》：「劍聖」向天明、東方亮（別創武當支派／武當三劍客之一）
《天蠶再變》：鍾大先生（掌門人）、「安樂侯」徐廷封（明朝貴族）
《飛燕驚龍》：「崑崙三子」（掌門人玉靈子、玄都觀主一陽子、慧真子）、童淑貞、楊夢寰（天下第一多情人）、沈霞琳
《翠袖玉環》：多星子（名宿）
《霹靂薔薇》：知非子（掌門人）、「崑崙逸士」向飄然、「白衣崑崙」蕭惕、鹿玉如（知非子的衣缽傳人）
《生死盟》：「地仙」董雙雙（崑崙山下庫立湖邊「玲瓏館」董夫人，傳聞幾乎有「劍仙」之能）、「紅白崑崙」（「紅衣崑崙」蕭瑤、「白衣崑崙」蕭琪）
《如來八法》：明禪大師（掌門人）、「五伏羅漢，青黃雙絕」、「白馬冰心」司徒宮、「金髮紅綾」趙瑩
《縱鶴擒龍》：「崑崙四老」（掌門人玄真子、九華山崑崙下院主人涵真子、「雲裏神龍」田潛、「拏雲手」萬松齡）、旡垢師太（玄陰教教主）、「崑崙一少」嶽天敏（太虛真人的隔世弟子）
《劍氣千幻錄》：白眉和尚（崑崙派絕世奇才）、普荷上人（崑崙山正院首座）、大惠禪師（「鐵手書生」何浩）、「天計星」鄧小龍、「神龍」鍾荃（天下四大劍派盟主）
《鐵柱雲旗》：「金爪神龍」向遠（掌門人）、羅奇（崑崙派高手）、向慎行（崑崙掌門的公子）
《劍海情濤》：「龍虎真人」至清（一百零九代掌門人）、「劍聖」至真（崑崙三聖的首聖，紫虛宮正殿主）、至明（左護法）、「無影仙」太風（護法）、「火真人」太火（護法）、「璇璣道人」太雲（護法）、「雷電手」太雷（護法）、「崑崙雙鶴」（太昊、太罡）、「九現雲龍」徐佔海（荊州府徐家灣）、「鐵膽郎君」葛雲鵬
《黑白道》：「駝跛二仙翁」（「駝仙翁」丁康、「跛仙翁」方斌）
《風雲榜》：「天盲叟」（上一代掌門人）、「崑崙三劍」（「龍劍」司馬正、「虎劍」司馬奇、「鳳劍」司馬湘雲）
《七步干戈》：「飛天如來」不塵和尚（崑崙寺掌教）
《霸王神槍》：悟明大師（掌門人／天下十大高手之一）
《英雄志》：「崑崙劍神」卓凌昭（掌門人／武林四大宗師之一）、「劍寒」金凌霜、「劍蠱」屠凌心、「劍影」錢凌異、「劍豹」莫凌山、許凌飛、劉凌川

## 绝学
- 指法

金剛指
天鋼道人的成名絕技。
- 掌法

落雁掌
神龍八掌
柔託手
三阴手
主攻对手的太阳要穴，可以在击伤对手的同时使其精气也受到同等数量的损伤。
- 剑法

崑崙三元劍
需要较高的弹琴技法加以附和才能施展，乃上乘剑术，战斗时剑发琴音，单以内劲便可伤人于无形，此招杀伤力超凡。
迅雷剑法
先聚內力，然後蓄勁彈出，出招之快真乃為任何劍法所不及，長劍顫處，前後左右，瞬息之間攻出了四四一十六招。
雨打飛花劍法
數招奇式中夾雜正招，令人難防。
两仪剑法
成名已垂數百年，是天下有名的劍法之一，有八八六十四般變化，乃承太極化為陰陽兩儀的道理，是自震位至乾位的順。
飛龍大九式
云龍八式
有招式「雲龍九閃」
崑崙十三劍
共一十三套劍法，其中包括「劍寒」、「劍蠱」、「劍影」、「劍豹」、「劍飛」、「劍浪」、「劍蟒」
劍芒
卓凌昭在注解中补录的奇招，据说是在参透了「昆仑十三剑」后方可修习的绝技。
但事实上，这招「剑芒」是出自古剑谱秘笈，与「昆仑十三剑」无关，所以修习条件成谜。
剑芒乃是剑者以深厚内力逼出剑上的磷粉，使之在空气中燃烧，望之如同火炬，故以谓之「芒」。卓凌昭的剑芒是青色的（因磷粉之故），达三尺，剑芒是内力越强，範圍越长，威力越强，这剑芒便是剑士以内力逼出的无形兵刃，芒光一出，灿烂夺目，卓凌昭喜欢在剑上擦抹磷粉，用意更在炫耀功力。
按卓凌昭的剑经所载，剑芒共分三色，第一等长约半尺，色成金黄，望之如同朝阳初曙，便给古人称作「曙芒」。
第二等焰作青蓝，长可过一尺，号称「彗芒」。
倘能练到了最高等，便成皎洁无暇的纯白真色，最炽烈时可达三尺以上，这便是世人共仰的「剑芒」。
有招式「霞光千道」，「剑华皈一」。
- 轻功

穿云步法
平步穿云般的輕功。
雲龍三折
東方玉《紅線俠侶》裏崑崙派輕功，能高縱上躍，矯若遊龍，在騰起之勢將竭之時，可以不借助任何物體，僅憑身形在空中打一迴旋，便可立即拔高。
飛龍八式
- 暗器

餵毒喪門釘
用了青陀羅花之毒的暗器。
- 陣法

寒梅劍陣
五人合使的剑阵。
混沌劍陣

## 另見
- 崑崙
- 門派